# Lundgrens Bageri & Konditori
Lundgrens Bageri & Konditori är ett café som legat i samma lokal i Österfärnebo sedan 1921 men det har funnits i byn sedan 1915. Bageriet har drivits av familjen Lundgren i fyra generationer. Förutom bröd och fik finns här även lätta maträtter.